# Crosspointe (Virginie)
Crosspointe est une census-designated place située dans le comté de Fairfax, dans l’État de Virginie, aux États-Unis. Lors du recensement de 2020, elle comptait 5 722 habitants.